# Arnaldo Carvalheiro Neto
Arnaldo Carvalheiro Neto (São Paulo, 11 de abril de 1967), é um bispo brasileiro, o sexto bispo de Jundiaí.

## Presbiterado
Estudou Filosofia (1989 - 1991) e Ciências e Letras na Faculdade Salesiana de Filosofia (UNISAL) em Lorena, SP, e Teologia no Instituto Teológico Rainha dos Apóstolos em Marília, SP (1993 - 1996), recebendo a ordenação sacerdotal em 17 de maio de 1997, como membro do clero da diocese de Araçatuba, SP.
Frequentou ainda, cursos de Direção Espiritual no Institute for Spiritual Leadership em Chicago, EUA (2002-2003) e de Capelania Hospitalar no Mater Misericordiae Hospital em Dublin, Irlanda (2006). Também obteve a Licenciatura em Pastoral Counseling na Loyola University of Chicago (2003-2006).

### Atividades durante o presbiterado
Foi pároco nas paróquias de São Brás de Birigui (1997 - 2000), SP, vigário na paróquia Saint Roman na arquidiocese de Chicago, Estados Unidos da América (2003-2006) e São Pedro Apóstolo de Gabriel Monteiro (2007 - 2016), SP. Atuou como diretor espiritual do Instituto Teológico Rainha dos Apóstolos, em Marília, SP (2007 - 2014) e integrou o Conselho de Presbíteros e Colégio de Consultores da diocese de Araçatuba, SP. Também foi professor de Ensino Religioso, História da Filosofia Antiga e de Aconselhamento Pastoral, bem como reitor do Seminário Propedêutico de Araçatuba, SP. Em 29 de maio de 2014 foi homenageado com o título de Cidadão Monteirense pela Câmera dos Vereadores de Gabriel Monteiro, SP.

## Episcopado
Recebeu nomeação episcopal em 4 de maio de 2016 pelo Papa Francisco e foi ordenado bispo na Igreja Nossa Senhora Auxiliadora, no Campus do UniSalesiano Araçatuba, no dia 17 de julho de 2016, tendo como ordenante principal Dom Sérgio Krzywy, bispo diocesano de Araçatuba, e co-ordenantes  Dom José Moreira de Melo, Bispo da Diocese de Itapeva e Dom Irineu Danelon, bispo emérito de Lins, SP. Assumiu como Bispo coadjutor no dia 24 de julho de 2016.

### Linhagem Episcopal/Sucessão Apostólica[4]
- Dom Arnaldo Carvalheiro Neto (2016) - Bispo Coadjutor de Itapeva
- Bispo Sérgio Krzywy (2004) - Bispo de Araçatuba, São Paulo
- Arcebispo Pedro Antônio Marchetti Fedalto (1966) - Arcebispo emérito de Curitiba, Paraná
- Arcebispo Sebastiano Baggio † (1953) - Arcebispo titular de Éfeso
- Adeodato Giovanni Cardeal Piazza, O.C.D. † (1930) - Cardeal bispo de Sabina e Poggio Mirteto
- Basilio Cardeal Pompilj † (1913) - Cardeal bispo de Velletri
- Antonio Cardeal Agliardi † (1884) - Cardeal bispo de Albano
- Giovanni Cardeal Simeoni † (1875) - Prefeito da Congregação para a Propagação da Fé
- Alessandro Cardeal Franchi † (1856) - Cardeal presbítero de Santa Maria em Trastevere
- Papa Pio IX (1827) - (Giovanni Maria Mastai-Ferretti †)
- Francesco Saverio Maria Felice Cardeal Castiglioni † (1800) - Cardeal bispo de Frascati
- Giuseppe Maria Cardeal Doria Pamphilj † (1773) - Cardeal presbítero de San Pietro em Vincoli
- Buenaventura Cardeal Córdoba Espinosa de la Cerda † (1761) - Cardeal bispo de San Lorenzo in Panisperna
- Arcebispo Manuel Quintano Bonifaz † (1749) - Arcebispo titular de Fársalos
- Arcebispo Enrique Enríquez † (1743) - Arcebispo titular de Nazianzo
- Papa Bento XIV (1724) - (Prospero Lorenzo Lambertini †)
- Papa Bento XIII (1675) - (Pietro Francesco (Vincenzo Maria) Orsini de Gravina, O.P. †)
- Paluzzo Cardeal Paluzzi Altieri degli Albertoni † (1666) - Camerlengo da Câmara Apostólica
- Ulderico Cardeal Carpegna † (1630) - Cardeal presbítero de Santa Maria em Trastevere
- Luigi Cardeal Caetani † (1622) - Cardeal presbítero de Santa Pudenziana
- Ludovico Cardeal Ludovisi † (1621) - Arcebispo de Bologna
- Arcebispo Galeazzo Sanvitale † (1604) - Arcebispo emérito de Bari (Canosa)
- Girolamo Cardeal Bernerio, O.P. † (1586) - Cardeal bispo de Albano
- Giulio Antonio Cardeal Santorio † (1566) - Cardeal presbítero de San Bartolomeo all’Isola
- Scipione Cardeal Rebiba † - Cardeal presbítero de Sant’Anastasia